# Carex laxa
Espèce
Classification phylogénétique
Carex laxa est une espèce de plantes du genre Carex et de la famille des Cyperaceae.

## Remarque
Attention à ne pas confondre Carex laxa Wahlenb. avec Carex laxa Dewey, un nom illégitime synonyme de Carex limosa L., une tout autre espèce.